# Дабница
 Тази статия е за прилепското село.  За пиринското вижте Дъбница.  
Дабница (на македонска литературна норма: Дабница) е село в община Прилеп, Северна Македония.

## География
Селото е разположено в полите на Бабуна планина, северно от общинския център Прилеп.

## История
В XIX век Дабница е изцяло българско село в Прилепска кааза на Османската империя.
Църквата „Свети Никола“ е от втората половина на XIX век.
В „Етнография на вилаетите Адрианопол, Монастир и Салоника“, издадена в Константинопол в 1878 година и отразяваща статистиката на населението от 1873 година, Дабица (Dabitza) е посочено като село с 29 домакинства и 124 жители българи.
Според статистиката на Васил Кънчов („Македония. Етнография и статистика“) от 1900 година Дабница има 220 жители, всички българи християни.
На Етнографската карта на Битолския вилает на Картографския институт в София от 1901 година Дабница е чисто българско село в Прилепската каза на Битолския санджак с 32 къщи.
В началото на XX век българското население на селото е под върховенството на Българската екзархия. По данни на секретаря на екзархията Димитър Мишев („La Macédoine et sa Population Chrétienne“) през 1905 година Дабнища има 280 българи екзархисти и работи българско училище.
При избухването на Балканската война в 1912 година един човек от Дабница е доброволец в Македоно-одринското опълчение. След Междусъюзническата война в 1913 година селото попада в Сърбия.
По време на Българското управление във Вардарска Македония през Втората световна война на 19 септември 1942 година в селото са заловени 19 комунистически партизани. Разстреляни са Аце Мърчески, Алексо Бешироски, Алексо Шаламаноски, Атанас Нунески, Андон Нунески, Гога Нунески, Димко Мърчески, Душан Бешироски, Ордан Велкоски, Ордан Кузманоски, Тоде Кремчески, Андон Слабейкоски, Адем Адемоски, Ордан Паноски, Сотир Сотироски – Джигиджик, Добре Йованоски и Киро Кьососки, а Петко Велкоски се спасява.
Според преброяването от 2002 година селото има 66 жители, от които 9 северномакедонци, 3 турци и 54 роми.

## Личности
Родени в Дабница
- Александър Конев (1867 – ?), български общественик
- Димитър Ангелов, македоно-одрински опълченец, 1 рота на 9 велешка дружина[9]
- Доситей Новакович (около 1774 – 1854), тимочки епископ
- Рампо Левков (1909 – 1942), югославски партизанин и деец на НОВМ
- Спиро Църнев, български хайдутин

Починали в Дабница
- Глигор Соколов (1870 – 1910), сърбомански войвода